# Alejandro Quesada
Alejandro Quesada (nacido en noviembre de 1974 en Mar del Plata) es un actor, dramaturgo, guionista y escritor argentino.

## Carrera
En sus inicios como actor también escribió guiones teatrales, en la década de 1990. El productor Gustavo Marra lo convocó para escribir EnAmorArte, y ese fue su inicio como guionista, casi siempre integrado en equipos.
Ha colaborado con Ernesto Korovsky y Silvina Frejdkes en la elaboración de varios guiones televisivos exitosos, como: Cien días para enamorarse, Educando a Nina, Viudas e hijos del rock and roll, Los vecinos en guerra y Graduados (que les mereció el Martín Fierro 2012). También participó en otros equipos de guionistas, como el de Botineras. Se ha especializado en darle tratamiento a la temática LGBT en los programas televisivos.
Escribió la novela MDP, presentada en 2010.
También colaboró con Esther Feldman y Alejandro Maci (Criminal, El tiempo no para, Lalola y Los Exitosos Pells), Javier Van de Couter (La celebración), Guillermo Salmerón (Caín y Abel).